# Timònides
Timònides (grec antic: Τιμωνίδης, llatí: Timonides) fou historiador de l'antiga Grècia company de Dió de Siracusa.
El va acompanyar a Sicília i va combatre al seu costat; un dia Dió fou ferit mentre lluitava contra uns mercenaris de Dionís el Jove i es va haver de retirar del camp i va deixar el comandament a Timònides. Va escriure una història de les guerres de Dió a Sicília en una sèrie de cartes dirigides al filòsof Espeusip, les quals són esmentades per Plutarc i Diògenes Laerci. Podria ser el mateix personatge que l'historiador Simònides.